# Bill Whatcott
William (Bill) Whatcott (16 octobre 1967 en Ontario au Canada - ) est un militant canadien qui a été condamné en vertu d'une loi provinciale de la Saskatchewan pour distribution de littérature haineuse envers les homosexuels.

## Biographie
Il a passé sa jeunesse dans un certain nombre de familles d'accueil, où il déclare avoir été subi des sévices physiques et mentaux. À 14 ans, il est allé vivre dans la rue, pour ensuite se droguer à la colle et dit avoir chapardé pour survivre avant de tomber dans la prostitution homosexuelle masculine. Ensuite, il se convertit au christianisme et renonça à cette vie qu'il considère dissolue,.
À Regina, il a élargi sa campagne publique contre l'avortement et l'homosexualité, dans le but de rendre ces deux activités illégales. L'une de ses activités les plus remarquables a été de voyager dans différentes villes canadiennes et de placer des dépliants graphiques dans les boîtes aux lettres. Ceux-ci incluent des dépliants avec des images de fœtus démembrés et des dépliants avec des images de maladies prétendument causées par les rapports sexuels entre personnes homosexuelles.

## Affaires judiciaires

### L'arrêt Whatcott de 2008
En 2008, la Cour suprême du Canada a maintenu une décision de la Cour d'appel de la Saskatchewan qui refusait de suspendre le permis d'exercice d'infirmier de Whatcott en raison de son activisme, une décision fondée sur des considérations liées à la liberté d'expression des professionnels.
Les ordres professionnels n'ont pas toujours tenu compte de ce rejet de la demande d'autorisation d'appel. Par exemple, pendant la pandémie COVID-19, un comptable agréé québécois a été radié de façon permanente au motif qu'il était membre d'un groupe complotiste contre les mesures sanitaires. Cette décision n'a pas fait l'objet d'un appel. L'ordre professionnel s'est principalement appuyé sur le Code des professions, sans mentionner cette affaire.

### L'arrêt Whatcott de 2013
En 2001 et 2002, il sillonna Saskatoon et Regina pour distribuer dans les boîtes aux lettres des dépliants où, s'opposant à une forme d’éducation sexuelle à l'école, il demandait aux politiciens de « garder l'homosexualité en dehors des écoles publiques de Saskatoon ! » Le ton de ces dépliants est cru et direct..
En 2005, la commission des droits de la personne de la Saskatchewan conclut  que Whatcott avait violé le code provincial des droits de la personne pour avoir distribué des brochures dans lesquelles l'homosexualité était associée à la pédophilie, à la sodomie, et qualifiait les relations homosexuelles de « dégoûtantes ».
En février 2010, la Cour d'appel a écouté la position de M. Whatcott, et lui a donné raison, concluant que si les brochures étaient crues et offensantes, elles n'étaient toutefois pas haineuses et n'outrepassaient pas les limites de la liberté d'expression,.
La Cour suprême du Canada dans un jugement unanimerendu public le 27 février 2013 trouve que deux des quatre tracts trouvés haineux par la Commission des droits de la personne de la Saskatchewan le sont, les deux autres ne l'étant pas.

### L'arrêt Whatcott de 2016
Dans un reportage télévisé de 2011, la chaîne anglaise du réseau public Radio-Canada (CBC News) a tenté de présenter l'affaire de 2008 devant la Cour suprême et a affiché un des dépliants de Whatcott où les paroles d'une chanson ont été modifiées et où l'on retrouve les mots « Kill the homosexual » (« Tuez l'homosexuel » en français). Sur le verso du dépliant, Whatcott tente d'exclure sa responsabilité et de s'exculper en incluant un avis de non-responsabilité, mais la chaîne publique n'a pas affiché cet avis de non-responsabilité. Whatcott a poursuivi la chaîne publique en diffamation au motif que les mots étaient présentés hors contexte par rapport à la poursuite de 2008 et par rapport aux véritables intentions du militant, qui nie militer pour la mort des homosexuels. Whatcott a obtenu gain de cause en première instance et le juge lui a accordé 20 000 $ en dommages-intérêts. Radio-Canada a fait appel de la décision. La Cour d'appel de la Saskatchewan a maintenu la conclusion qu'il y avait eu diffamation, mais elle a fortement révisé les dommages-intérêts accordés à la basse, en n'accordant qu'un montant symbolique de 1 000 dollars, car elle a conclu à l'absence de malveillance véritable et à l'absence de fondements factuels pour accorder des dommages-intérêts majorés.

### L'affaire Whatcott de 2019
En 2019, le Tribunal des droits de la personne de la Colombie-Britannique a condamné Whatcott à payer 55 000 $ à Morgane Oger dans une affaire de propos discriminatoires en lien avec le mégenrage, car Whatcott avait traité une personnalité politique transgenre de « mâle biologique qui a changé de nom … après avoir adopté un style de vie de travesti ».

### L'affaire Whatcott de 2021
En 2016, Whatcott et d'autres ont infiltré le défilé de la fierté de Toronto déguisés en « zombies gays » portant des combinaisons vertes sous le pseudonyme de l'« Association des consommateurs de cannabis ». Ils ont distribué des dépliants en tentant de les faire passer pour des trousses faisant la promotion de rapports sexuels protégés. Les dépliants contenaient des représentations imagées crues d'infections sexuellement transmissibles et affirmaient que les relations homosexuelles exposent les personnes au risque de contracter ces infections. Ils ont également critiqué les politiciens du Parti libéral, dont Justin Trudeau et Kathleen Wynne, pour leur soutien à l'activisme LGBT et ils ont encouragé les lecteurs à se repentir de l'homosexualité.
En juin 2018, un mandat d'arrestation a été émis contre Whatcott pour ses actions lors du défilé et il s'est rendu à la police. Un recours collectif qui en a résulté a été réglé à l'amiable. Après un procès, Whatcott a été acquitté en décembre 2021.
En juin 2023, une procédure d'appel est toujours en cours pour cette affaire pénale.